# Montagney-Servigney
Montagney-Servigney é uma comuna francesa na região administrativa de Borgonha-Franco-Condado, no departamento de Doubs. Estende-se por uma área de 6,55 km². Em 2010 a comuna tinha 133 habitantes (densidade: 20,3 hab./km²).